# Loxandrus cursitans
Loxandrus cursitans är en skalbaggsart som beskrevs av Thomas Casey. Loxandrus cursitans ingår i släktet Loxandrus och familjen jordlöpare. Inga underarter finns listade i Catalogue of Life.